# Saint-Agnant-de-Versillat
 Saint-Agnant-de-Versillat  es una comuna   (municipio) de Francia, en la región de Lemosín, departamento de Creuse, en el distrito de Guéret  y  cantón de La Souterraine.
Su población en el censo de 1999 era de 1.100 habitantes. 
Forma parte del Camino de Santiago (Via Lemovicensis).
Está integrada en la Communauté de communes du Pays Sostranien.

## Demografía
| 1173 | 1253 | 1168 | 1067 | 1115 | 1100 |
| Para los censos de 1962 a 1999 la población legal corresponde a la población sin duplicidades (Fuente: INSEE [Consultar]) |      |      |      |      |      |